# Leptoclinides diemenensis
Leptoclinides diemenensis is een zakpijpensoort uit de familie van de Didemnidae. De wetenschappelijke naam van de soort is voor het eerst geldig gepubliceerd in 1924 door Michaelsen.